# The Third Eye (2007)
The Third Eye is een misdaadthriller uit 2007 onder regie van Leah Walker. The Third Eye werd voor het eerst vertoond op het San Francisco Independent Film Festival en kreeg een dvd-release op 13 oktober 2009 door Video Service Corp.

## Verhaal
Nika Printz, een fotojournalist worstelt met de mysterieuze dood van haar jongere broer. Ze raakt diep geïntrigeerd en verontrust wanneer ze ontdekt dat haar broer een obsessie had met trepanatie, een oude procedure waarbij een gat in iemands hoofd wordt geboord. Naarmate Nika dieper ingaat op de obsessie van haar broer, onthult ze een wereld vol geheimen.

## Rolverdeling
| Acteur             | Personage      |
| ------------------ | -------------- |
| Tara Spencer-Nairn | Nika Printz    |
| Richard Clarkin    | Micheal Miller |
| Stewart Arnott     | Malcolm        |
| Joshua Close       | Jacob Printz   |
| Evan Gilchrist     | Jonge Jake     |
| Allan Hawco        | Ryan           |
| Shannon Lawson     | Rosie          |
| Trent McMullen     | Eddie          |
| Julian Richings    | Charlie Rabbit |
| Tara Samuel        | Rochelle       |
| Jordan Walker      | James O'Connor |
| Wai-Keung Tung     | Passagier      |
| Jonathan Wilson    | Lijkschouwer   |